# Lijst van graven van Brussel en hertogen van Brabant
Dit is een lijst van graven van Brussel en hertogen van Brabant. 

## Heersers over het gebied Brabant
De benaming 'Brabant' laat zich van de 8e tot de 12e eeuw vijfmaal voor een grondig verschillende reikwijdte gebruiken.
- Brabantgouw (8e-10e eeuw): dit strekt zich uit vanaf de Schelde tot de Dijle, ten zuiden begrensd door de Hene en een woudgordel. Jongere vermeldingen van de pagus Bracbatensis vindt men in latere eeuwen nog overvloedig terug ten behoeve van louter geografische situeringen zonder territoriaal-politieke draagwijdte. De vroegste vermelding van Brabant als gouwgraafschap (pagus Bracbatensis) vindt men in 870 bij het Verdrag van Meerssen. De Brabantgouw bestond toen al uit vier deelgraafschappen.
- Markgraafschap Brabant: historiografisch noemt men dit territorium bij voorkeur de mark Ename. De graaf wordt in kronieken genoemd naar de stamburcht te Ename. Het graafschap is echter uitsluitend als graafschap Brabant in de keizerlijke oorkonden te bekennen. Mogelijk omvatte het nog de gehele Brabantgouw, evenwel met uitzondering van het graafschap Brussel. Omstreeks 1025 werd de zuidelijke helft van de gouw ten gunste van de graven van Bergen afgesplitst. Kort na 1056 werd het noordwestelijke deel tussen Schelde en Dender als rijksleen toegewezen aan de graven van Vlaanderen (het zogenoemde Rijks-Vlaanderen).
- Paltsgrafelijk ambtsleen Brabant: vermoedelijk vanaf 1044-1045, verband houdend met het militaire optreden van de paltsgraaf van Lotharingen Otto (en mogelijk ook zijn opvolger, paltsgraaf Hendrik I) in Neder-Lotharingen tijdens de rebellie van hertog Godfried met de Baard. Het beneficium verviel bij de dood van paltsgraaf Herman II van Lotharingen op 20 september 1085. Dit rijksleen heeft na 1056 slechts betrekking op het deel van de Brabantgouw tussen Dender en Zenne.
- Landgraafschap Brabant onder de graven van Leuven: vanaf omstreeks de jaarwisseling van 1085-1086. Territoriaal is het beperkt tot het deel van de Brabantgouw tussen Dender en Zenne.
- Hertogdom Brabant, als verheffing van het landgraafschap in 1190. Aanvankelijk was het territoriaal wellicht beperkt tot het landgraafschap, maar vanaf het midden van de 13e eeuw wordt de naam van dit hertogdom protocollair aangewend voor alle gebieden onder controle van de graven van Leuven.

## Hertogen van (Neder-)Lotharingen en graven van de Brabantgouw
Voor 1096 stond de Brabantgouw onder directe leiding van de hertogen van Lotharingen en later Neder-Lotharingen.

### Het Huis Hessen
Ook het Huis Hessen voert zijn afkomst terug op Brabant.
| Periode | Naam                      | Bijzonderheden |
| ------- | ------------------------- | --- |
| 928-939 | Giselbert II van Maasgouw | Werd in 928 benoemd tot hertog, kwam in opstand tegen Otto I de Grote, verdronk in de Rijn.                                           |
| 939-944 | Otto van Verdun           | In 939 werd hij door Otto I aangesteld tot hertog van Lotharingen en voogd van Hendrik, de zoon van Giselbert II van de Maasgouw.     |
| 944-953 | Koenraad de Rode          | Werd benoemd tot hertog, schonk in 946 bezittingen aan de kerk in Spiers, hij sloeg ook zijn eigen munten in Speyer, Bingen en Worms. |
| 953-965 | Bruno de Grote            | Aartsbisschop, zoon van Hendrik de Vogelaar, stichtte te Keulen de Sankt-Pantaleonabdij, waar hij begraven werd.                      |
| 965-977 | Vacant                    | - |

### Hertogen van Neder-Lotharingen
| Periode       | Naam                              | Bijzonderheden |
| ------------- | --------------------------------- | --- |
| 959-964       | Godfried van Neder-Lotharingen    | Godfried, zoon van Godfried van Gulik, deze laatste, paltsgraaf van Lotharingen                                                                              |
| 954-977       | vacant                            | |
| 977-991       | Karel van Neder-Lotharingen       | Karel, zoon van Lodewijk IV van Frankrijk; werd door keizer Otto II benoemd tot hertog van Neder-Lotharingen.                                                |
| 991-1005/1012 | Otto II van Neder-Lotharingen     | Zoon van Karel van Lotharingen; had geen mannelijke nakomelingen daardoor stierf het huis van Karolingen uit.                                                |
| 1012-1023     | Godfried I van Neder-Lotharingen  | Tot hertog benoemd door koning Hendrik II. |
| 1023-1044     | Gozelo I van Verdun               | Broer van Godfried I; hertog van zowel Neder- als Opper-Lotharingen.                                                                                         |
| 1044-1046     | Godfried II van Lotharingen       | Zoon van Gozelo I; eiste het hertogschap over Opper- en Neder-Lotharingen op, kreeg alleen Opper-Lotharingen toegewezen.                                     |
| 1046-1065     | Frederik van Luxemburg            | Werd door keizer Hendrik III benoemd tot hertog van Neder-Lotharingen.                                                                                       |
| 1065-1069     | Godfried II van Lotharingen       | Na het sterven van Frederik van Luxemburg, werd Godfried opnieuw hertog.                                                                                     |
| 1069-1076     | Godfried III van Lotharingen      | Zoon van Godfried II |
| 1076-1087     | Koenraad I                        | Minderjarige zoon van keizer Hendrik IV; waarneming van het ambt door de vice-hertog Albert III van Namen.                                                   |
| 1089-1100     | onzeker: Godfried IV van Bouillon | neef van Godfried III, zou hertogdom als beloning hebben gekregen voor zijn diensten in de oorlog van de keizer tegen de Saksen en tegen paus Gregorius VII. |
| 1101-1106     | Hendrik I van Limburg             | benoemd door keizer Hendrik IV; uit functie gezet door keizer Hendrik V en titel werd in 1106 gegeven aan graaf Godfried I van Leuven                        |

## Graven en hertogen van Brabant

Wapenschild van de graven van Leuven.

Het wapenschild van de hertogen van Brabant en Limburg.

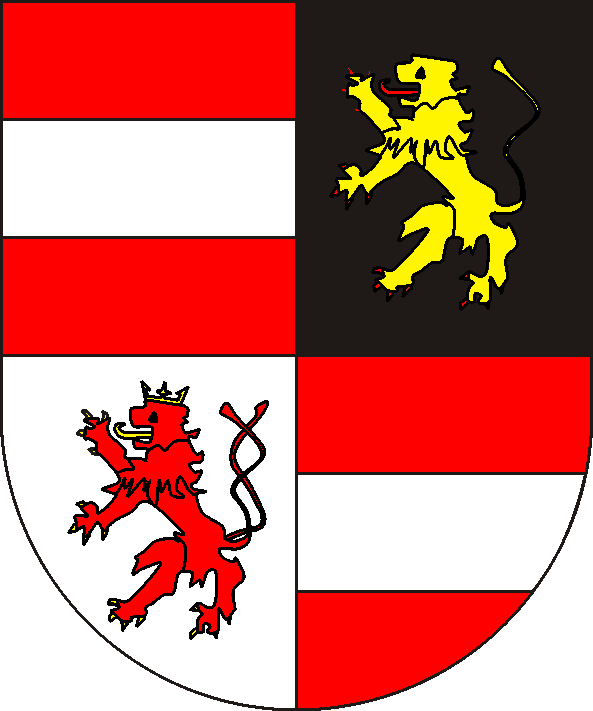
Wapenschild van de hertogen; velden 1 en 4 hertogdom Neder-Lotharingen, veld 2: hertogdom Brabant; veld 3: hertogdom Limburg

Het wapenschild van de hertogen van Brabant uit het huis van Bourgondië.

In de landsheerlijke kronieken van de hertogen van Brabant (14e-15e eeuw) werd gepoogd het Leuvense gravengeslacht te doen afstammen van de vroegste Frankische vorsten (en zelfs koning Priamus van Troje en senatoren uit het Romeinse Rijk). De Frankische, Merovingische en Karolingische voorvaderen werden daarin als ambtelijke voorgangers in het hertogschap beschouwd. De titel van hertog van Brabant kwam afgaande op oorkondelijke en contemporaine narratieve bronnen evenwel pas in voege omstreeks 1183/1184. Keizer Frederik I Barbarossa heeft toen het reeds bestaande (in omvang vrij kleine) landgraafschap Brabant tot hertogdom verheven. Vanaf de 13e eeuw wordt de naam van dit hertogdom ook gebruikt voor het hele gebied onder controle van de graven van Leuven.

### Graven van Leuven en Brussel
De onderstaande tabel toont de graven van Leuven en Brussel. De heersers van deze gebieden zijn afkomstig uit het geslacht der Reiniers, die tijdens de 10e en 11e eeuw ook het graafschap Henegouwen bestuurden. Na Godfried I lieten de graven van Leuven zich in oorkonden niet meer graaf van Brussel noemen.
| Periode           | Naam        | Bijzonderheden                                                          |
| ----------------- | ----------- | ----------------------------------------------------------------------- |
| 1003-1015         | Lambert I   | Stamvader der graven van Leuven                                         |
| 1015-1038         | Hendrik I   | Oudste zoon van Lambert I                                               |
| 1038-1041         | Otto        | Zoon van Hendrik I (zijn bestaan wordt betwijfeld)                      |
| 1038 of 1041-1054 | Lambert II  | Tweede zoon van Lambert I, graaf van Leuven en Brussel                  |
| 1054-1079         | Hendrik II  | Zoon van Lambert II                                                     |
| 1079-1095         | Hendrik III | Zoon van Hendrik II, graaf van Leuven, Brussel en landgraaf van Brabant |

### Graven van de Brabantgouw
Omstreeks 1024 komt het zuidelijke helft van de Brabantgouw onder de graven van Bergen. Vanaf 1070 werden de graven van Bergen ook graven van Henegouwen. Rond 1056 komt het gebied tussen Schelde en Dender (met de burcht te Ename) als Duits rijksleen onder de graven van Vlaanderen. Om die reden wordt het Rijks-Vlaanderen genoemd (in tegenstelling tot Kroon-Vlaanderen, ten westen van de Schelde, dat een leen was van de Franse koning).
| Periode   | Naam                      | Bijzonderheden                                                                                               |
| --------- | ------------------------- | --- |
| 1005-1024 | Herman van Ename          | Vermoedelijk graaf over hele Brabantgouw, met uitzondering van het graafschap Brussel tussen Zenne en Dijle. |
| 1061-1085 | Herman II van Lotharingen | Wellicht beperkt tot het gebied tussen Dender en Zenne.                                                      |

### Landgraven van Brabant
Omstreeks de jaarwisseling 1085/1086 gaf keizer Hendrik IV het landgraafschap Brabant (tussen Dender en Zenne) in leen aan Hendrik III van Leuven. Sindsdien is dit graafschap onttrokken aan het intermediaire gezag van de hertog van Neder-Lotharingen. Alle landgraven kwamen uit het huis Leuven, een zijlinie van het huis der Reiniers.
| Periode   | Naam         | Bijzonderheden                                                                              |
| --------- | ------------ | ------------------------------------------------------------------------------------------- |
| 1085-1095 | Hendrik III  | Landgraaf in opvolging van de 1085 gesneuvelde paltsgraaf Herman II                         |
| 1095-1139 | Godfried I   | Zoon van Hendrik II, broer van Hendrik III; tevens vanaf 1106 hertog van Neder-Lotharingen. |
| 1139-1142 | Godfried II  | Zoon van Godfried I; hertog van Neder-Lotharingen.                                          |
| 1142-1190 | Godfried III | Zoon van Godfried II; hertog van Neder-Lotharingen.                                         |

### Hertogen van Brabant
Als compensatie voor de verdediging van Jeruzalem tegen de inval van de Egyptische sultan Saladin (1183/1184) werd de zoon van Godfried III, Hendrik I, door keizer Frederik Barbarossa in het landgraafschap Brabant tot hertog verheven en was daarmee de stichter van het huis Brabant. Na Godfried III kwam de titel hertog van Neder-Lotharingen bij de hertogen van Brabant en had in feite geen betekenis meer. Vanaf 1430 onder Filips II behoort de titel toe aan de heerser over de Nederlanden, een personele unie van,  in aanvang, graafschappen heerlijkheden en hertogdommen.
| Periode        | Huis                 | Naam                 | Opmerking |
| -------------- | -------------------- | -------------------- | --- |
| 1190-1235      | Brabant              | Hendrik I            | Zoon van Godfried III, eerste hertog van Brabant en hertog van Neder-Lotharingen. |
| 1235-1248      | Brabant              | Hendrik II           | Zoon, regent van graafschap Holland en hertogdom Gelre, kandidaat Duits koning maar weigerde. |
| 1248-1261      | Brabant              | Hendrik III          | Zoon, steunt de kandidatuur voor het Duitse koningschap van Alfons X van Castilië. |
| 1261-1267      | Brabant              | Hendrik IV           | Zoon, mentaal gestoord en doet troonafstand ten gunste van zijn broer Jan. |
| 1267-1294      | Brabant              | Jan I                | Broer, hertogdom Limburg komt in het bezit van de hertogen van Brabant. |
| 1294-1312      | Brabant              | Jan II               | Zoon, moet concessies doen aan de opkomende steden. |
| 1312-1355      | Brabant              | Jan III              | Zoon, twaalf jaar lang heer van Breda en medeheer van Mechelen; koos in de Honderdjarige Oorlog de zijde van Engeland, later die van Frankrijk.                                                            |
| 1355-1396/1406 | Brabant              | Johanna van Brabant  | Dochter, tot 1383 regeert zij samen met haar echtgenoot Wenceslaus I |
| 1396/1401-1405 | Dampierre            | Margaretha van Male  | Nicht van de kinderloze Johanna van Brabant |
| 1406-1415      | Valois               | Anton                | Tweede zoon van Margaretha van Male en Filips de Stoute, erft het hertogdom Brabant en Limburg via zijn moeder van Johanna van Brabant                                                                     |
| 1415-1427      | Valois               | Jan IV               | Zoon, medestichter van de universiteit van Leuven. |
| 1427-1430      | Valois               | Filips I             | Broer, werd eerder door de Staten van Brabant als regent (ruwaard) aangesteld. |
| 1430-1467      | Valois               | Filips II            | Zoon van Jan zonder Vrees, kleinzoon van Filips de Stoute, legt de basis met de Staten-Generaal van de Nederlanden voor de natievorming der Nederlanden, Brabant wordt deel van Bourgondische rijk         |
| 1467-1477      | Valois               | Karel I de Stoute    | Zoon |
| 1477-1482      | Valois               | Maria van Bourgondië | Dochter, trouwt met keizer Maximiliaan I van Oostenrijk |
| 1482-1506      | Habsburg             | Filips III de Schone | Zoon, van 1482 tot 1492 onder voogdij van Maximiliaan I van Oostenrijk, trouwt met Johanna van Castilië, wordt tevens koning van Castilië en León                                                          |
| 1506-1555      | Habsburg             | Karel II             | Zoon, van 1506 tot 1515 onder voogdij van Maximiliaan I van Oostenrijk, heer der Nederlanden, Maximilaan stelt voor het eerst een landvoogd van de Nederlanden aan, zijn dochter Margaretha van Oostenrijk |
| 1555-1598      | Habsburg             | Filips IV            | Zoon, heer der Nederlanden, de Zeventien Provinciën, koning van Spanje |
| 1598-1621      | Habsburg             | Albrecht             | Zoon van Maximiliaan II van Oostenrijk, gehuwd met Isabella van Spanje, dochter van Filips II |
| 1621-1665      | Habsburg             | Filips V             | Zoon van Filips III van Spanje, neef van Isabella, in titel heerser over de Spaanse Nederlanden |
| 1665-1700      | Habsburg             | Karel III            | Zoon, in titel heerser over de Zuidelijke Nederlanden |
| 1700-1713      | Bourbon              | Filips VI            | Zoon van Lodewijk van Frankrijk, le grand dauphin, heerste over de zuidelijke Nederlanden tijdens de Spaanse Successieoorlog.                                                                              |
| 1713-1740      | Habsburg             | Karel IV             | Zoon van keizer Leopold I, vanaf Vrede van Utrecht 1713, toegewezen aan de Oostenrijkse tak van de Habsburgers, heerser over de Oostenrijkse Nederlanden                                                   |
| 1744-1780      | Habsburg-Lotharingen | Maria Theresia       | Erfdochter van keizer Karel VI / Karel IV van Brabant |
| 1780-1790      | Habsburg-Lotharingen | Jozef I              | Zoon, heerser over de Oostenrijkse Nederlanden. |
| 1790-1792      | Habsburg-Lotharingen | Leopold I            | Broer, heerser over de Oostenrijkse Nederlanden. |
| 1792-1795      | Habsburg-Lotharingen | Frans I              | Zoon, laatste vorst over de Oostenrijkse Nederlanden. |

## Hertog van Brabant als dynastieke titel
De titel "hertog van Brabant" wordt als dynastieke titel gebruikt door de Spaanse (zie huis Bourbon) en de Belgische monarchie (zie hertog van Brabant (België)).

## Vlaggenkunde
Het wapenschild van de hertogen van Brabant bestond aanvankelijk uit een gulden leeuw op een zwarte veld (in heraldische taal: van sabel met een leeuw van goud). In latere eeuwen werden de klauwen en de tong van de leeuw roodgekleurd. Dit wapen is verwerkt in de vlag van Vlaams-Brabant, de vlag van Waals-Brabant, evenals het wapen van Noord-Brabant (echter niet in de vlag van Noord-Brabant).

## Zie ook

Vlag van Vlaams-Brabant
Vlag van Waals-Brabant
Wapen van Noord-Brabant